# Тённингский замок
Тённингский замок (нем. Tönninger Schloss) — замок, построенный в 1580-1583 годах при Адольфе Гольштейн-Готторпском в городе Тённинге в земле Шлезвиг-Гольштейн, Германия. Восстановление замка в 1735 году датским королём Фредериком VI было самым дорогим на шлезвиго-гольштейнском западном побережье. Прежний замковую территорию можно узнать и сегодня по общему виду Тённига.

## Исторический обзор

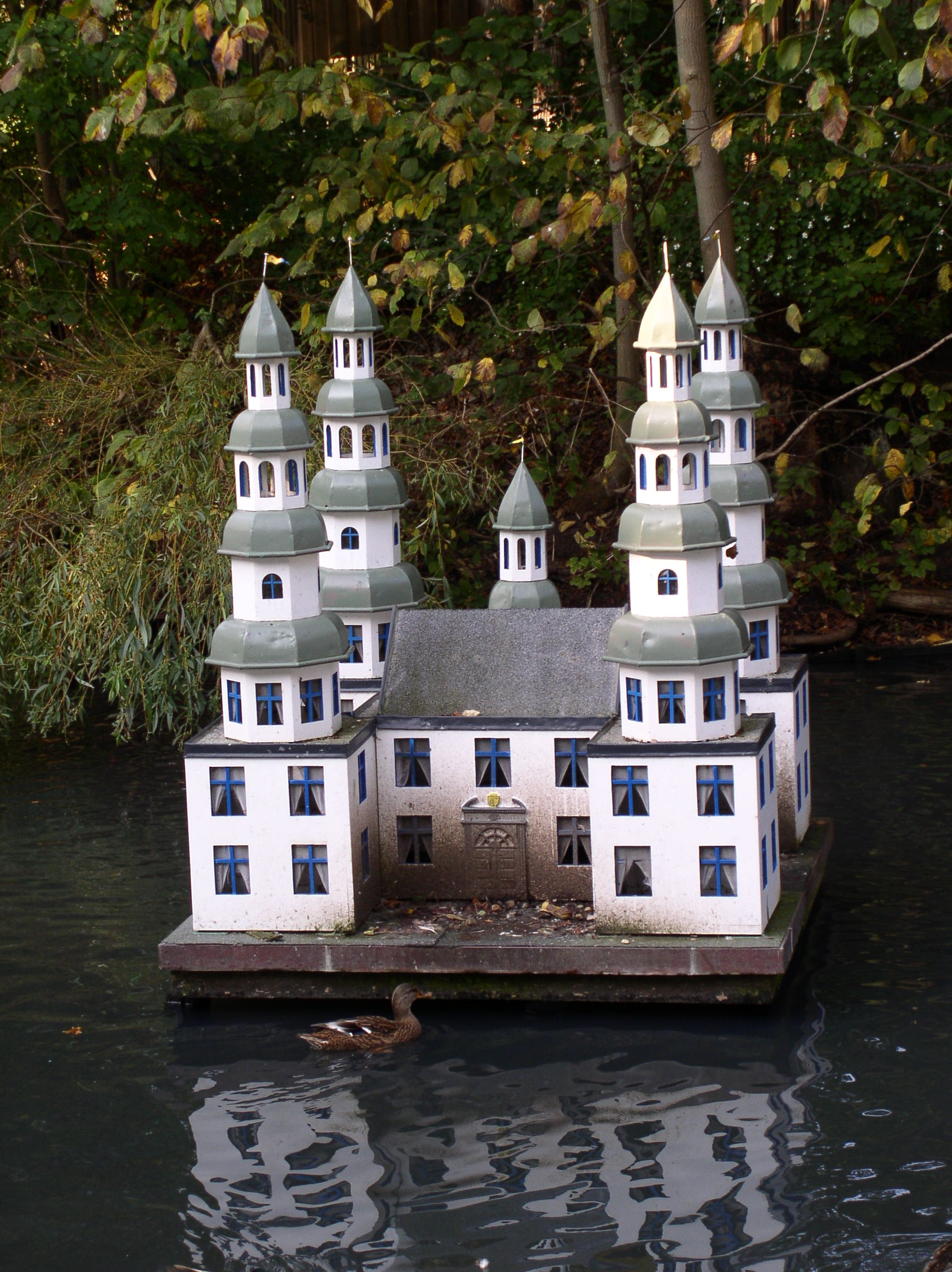
Макет замка в городском парке Тённинга.

Герцог Адольф I  построил замок после того, как он стал первым герцогом Шлезвиг-Гольштейн-Готторпским. Этот замок был одним из многочисленных сооружений его периода правления. В числе этих сооружений находится заново отстроенный замок-дворец Готторп.
На нидерландского архитектора Геркулеса фон Обернберга большое влияние оказывал охотничий замок Challuau (позже замок Сент-Анж, разрушен) во Франции. Замок имел 4 павильона в четырёх углах, над которыми возвышались башни. Трехэтажное центральное строение содержало также меньшую башню, в которой находилась лестница.
Фридрих III Гольштейн-Готторпский построил крепость Тённиг после опыта Тридцатилетней войны, которая занимала стратегическое положение на западе земли Шлезвиг-Гольштейн.
Несмотря на то, что герцогство Готторф заняло нейтральную позицию в Северной войне, Фредерик VI дважды осаждал город. При первой осаде город страдал от обширного обстрела, который повреждал также и замок. После победы датчан и русских в Северной войне Фридрих получил также замок и город Тённинг. Он снёс крепость и позволил в 1735 году снести замок.

## Останки
Сегодня существуют только 4 скульптуры из песчаника, которые представляют собою античные божества, Венеру и Меркурий. Они стоят в городском парке Тённинга, кроме того, простая копия замка украшает пруд парка.

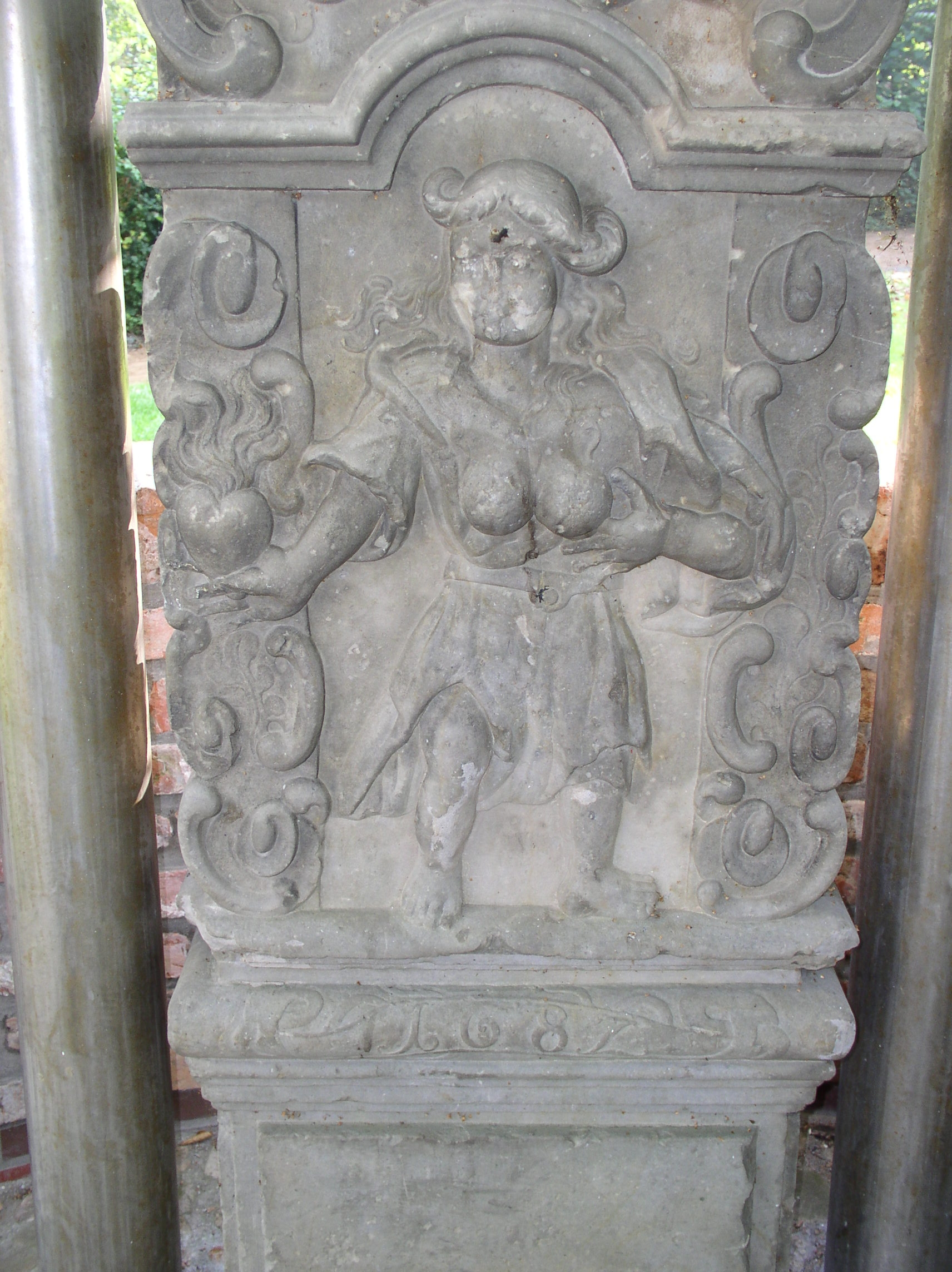
Представление Венеры
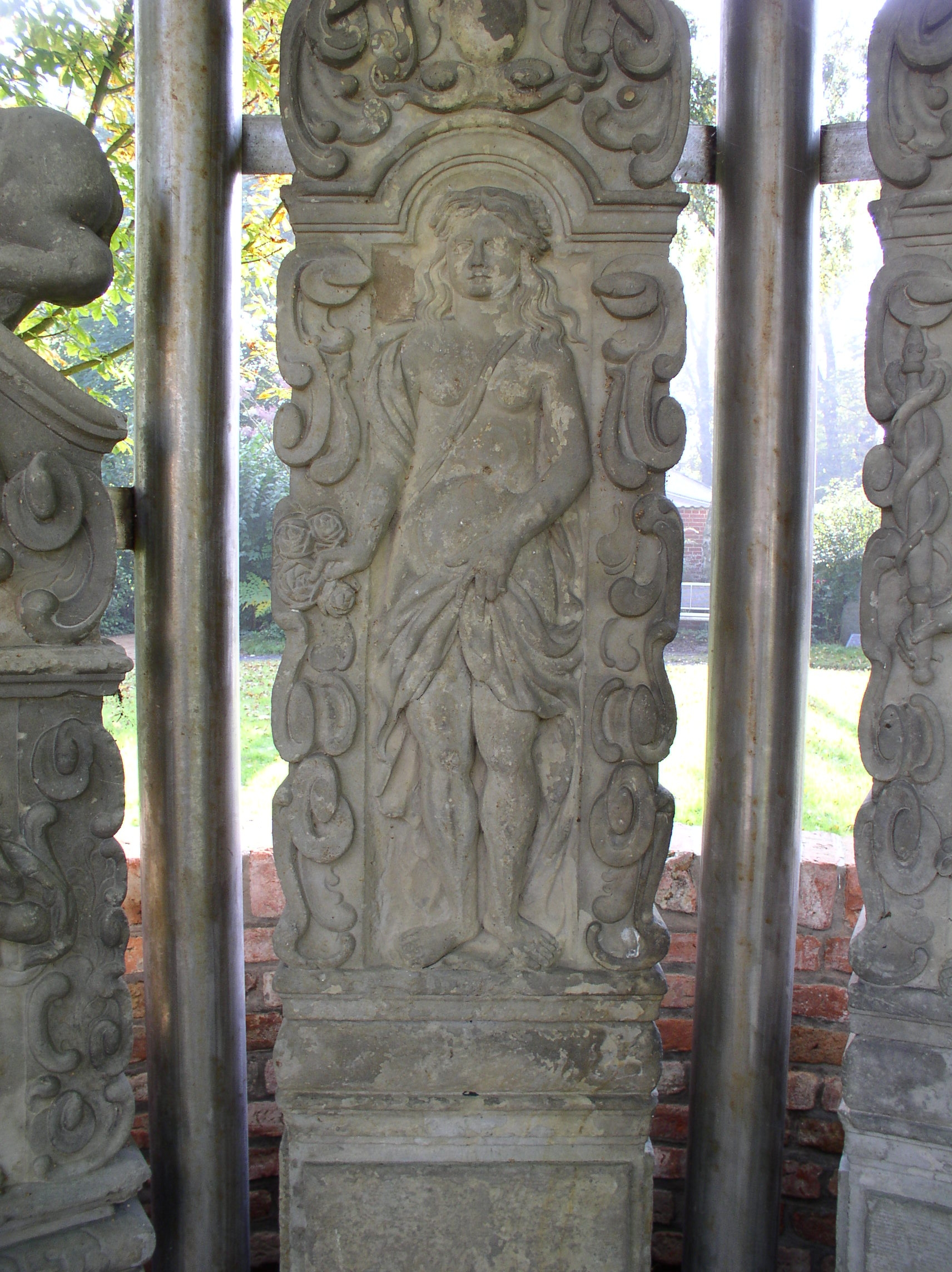
Представление Венеры
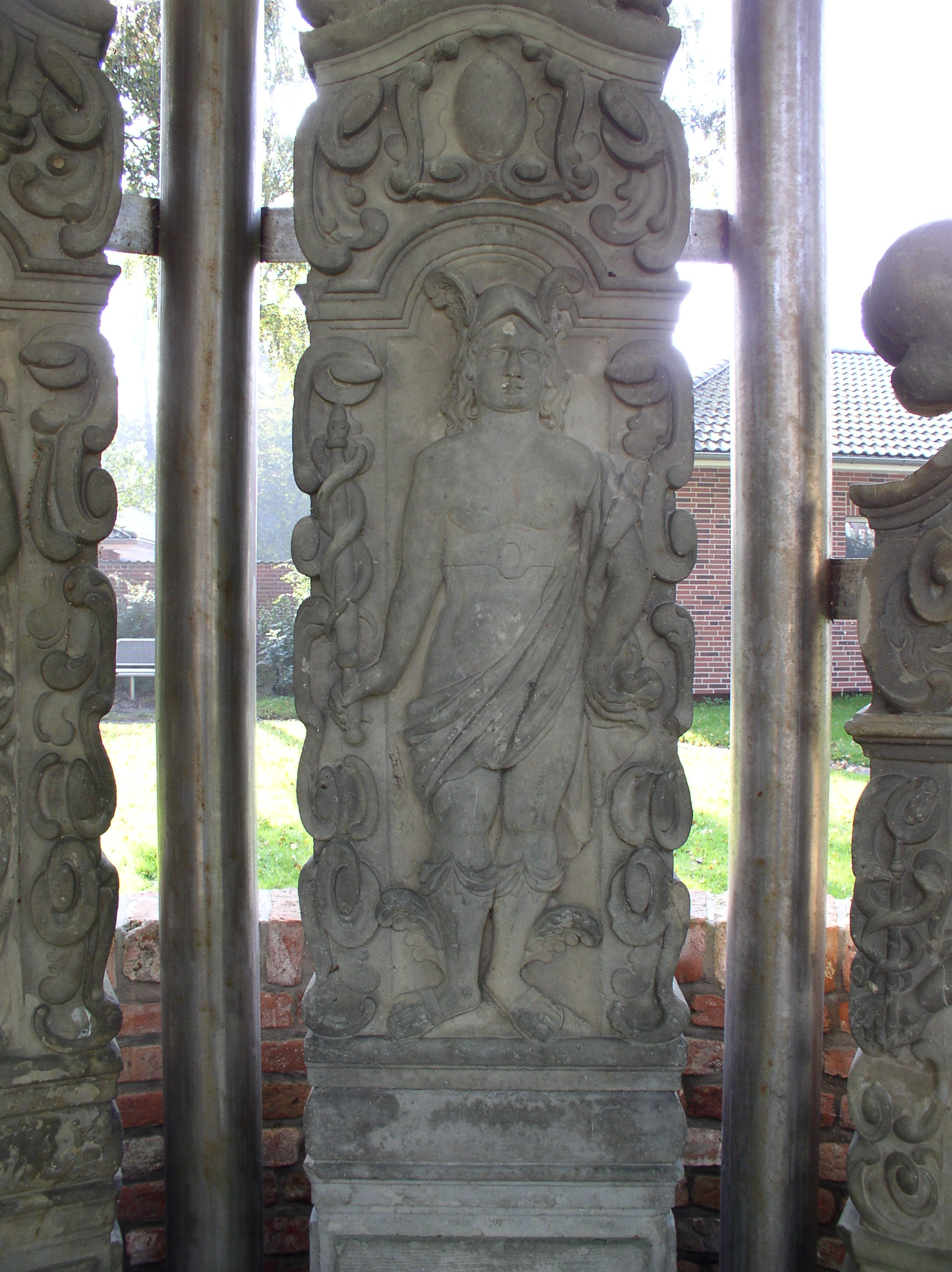
Представление Меркурия
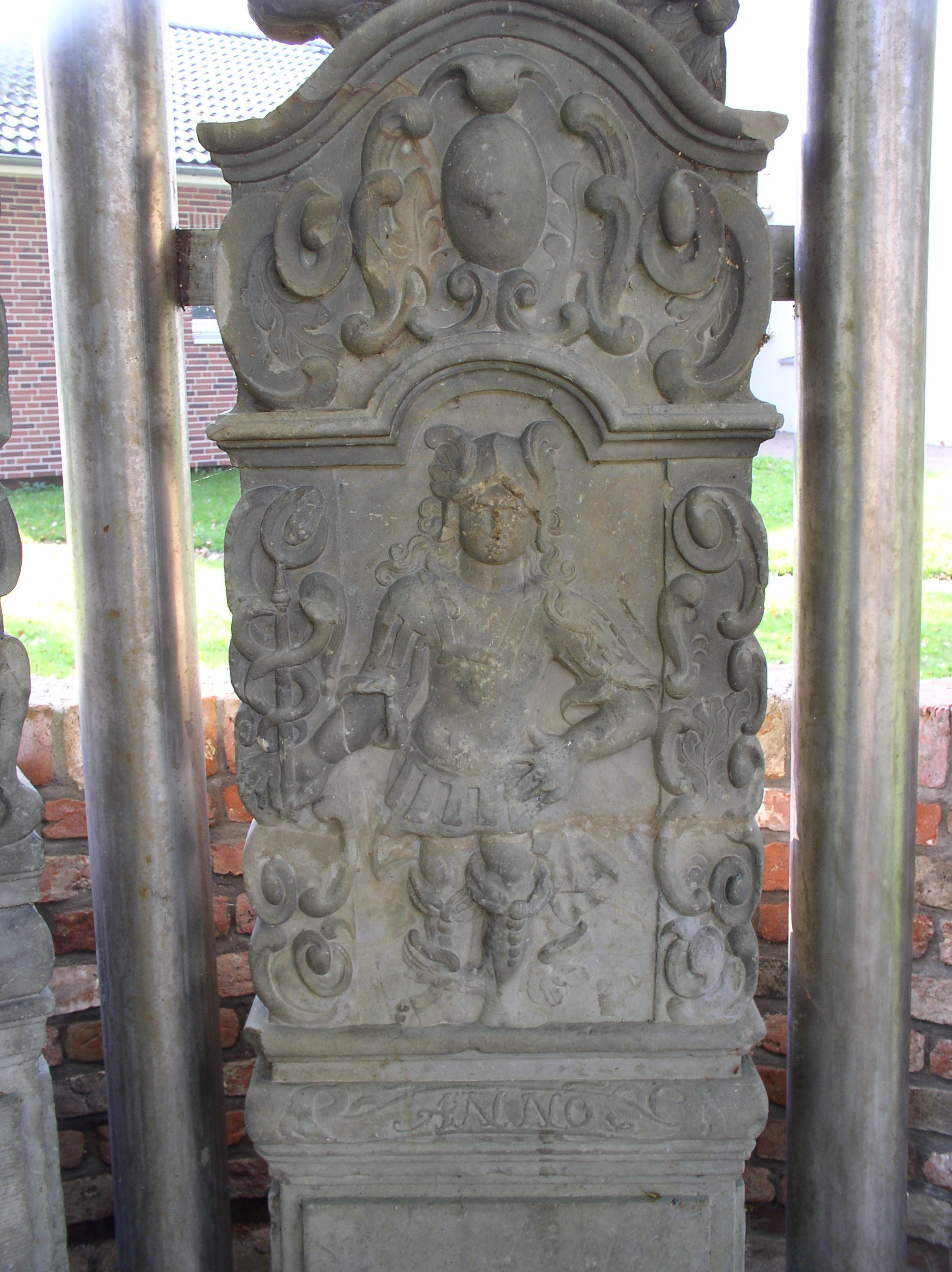
Представление Меркурия

## См.также
- Осада Тённинга (1713—14)